# 長谷川眞理子
長谷川 眞理子（はせがわ まりこ、1952年7月18日 - ）は、日本の人類学者。日本芸術文化振興会理事長。総合研究大学院大学学長・教授、放送大学客員教授。専門は行動生態学、自然人類学。特に動物の性淘汰を研究、人間の進化と適応についても多角的に探究する。理学博士（東京大学、1986年）。
日本動物行動学会会長(2003-2006)、科学技術・学術審議会脳科学委員会委員等歴任。夫は同じく行動生態学者の長谷川寿一。東京都出身。

## 経歴
- 1965年3月 - 東京学芸大学附属小金井小学校卒業[6]
- 1968年3月 - 東京学芸大学附属小金井中学校卒業[6]
- 1971年3月 - 東京学芸大学附属高等学校卒業
- 1976年3月 - 東京大学理学部生物学科卒業（人類学教室）
- 1983年3月 - 東京大学大学院理学系研究科人類学専門課程博士課程単位取得退学（1986年修了）
- 1980年6月 - 国際協力事業団派遣専門家（タンザニア共和国天然資源観光省野生動物局勤務　1982年5月まで）
- 1983年4月 - 東京大学理学部生物学科助手（人類学教室）
- 1986年3月 - 東京大学より理学博士の学位を取得、学位論文の題は「マハレ国立公園における野生チンパンジーの成長と母子関係」
- 1990年4月 - 専修大学法学部助教授
- 1992年1月 - イェール大学人類学部准教授（6月まで）
- 1994年1月 - イェール大学人類学部准教授（6月まで）
- 1996年4月 - 専修大学法学部教授
- 2000年4月 - 早稲田大学政治経済学部教授
- 2006年1月 - 総合研究大学院大学葉山高等研究センター教授（生命共生体進化学専攻準備室長）
- 2007年3月 - 国家公安委員会委員就任
- 2007年4月 - 総合研究大学院大学先導科学研究科生命共生体進化学専攻教授
- 2008年4月 - 総合研究大学院大学先導科学研究科長
- 2012年3月 - 国家公安委員会委員再任
- 2017年4月 - 総合研究大学院大学学長
- 2023年
  - 4月 - 日本芸術文化振興会理事長
  - 6月 - 信越化学工業社外取締役[7]

## 栄典
- 2023年4月 - 旭日中綬章受章[8]

## 著作
- 『野生ニホンザルの育児行動』（海鳴社、1983年）
- 『クジャクの雄はなぜ美しい?』紀伊国屋書店 1992
- 『オスとメス＝性の不思議』（講談社現代新書、1993年）
- 『雄と雌の数をめぐる不思議』NTT出版、1996　のち中公文庫
- 『進化とはなんだろうか』（岩波ジュニア新書、1999年）
- 『科学の目科学のこころ』（岩波新書、1999年）
- 『オスの戦略メスの戦略』日本放送出版協会 NHKライブラリー 1999
- 『生き物をめぐる4つの「なぜ」』（集英社新書、2002年）
- 『動物の行動と生態』（放送大学、2004年）
- 『進化生物学への道 ドリトル先生から利己的遺伝子へ』岩波書店 2006
- 『ダーウィンの足跡を訪ねて』 集英社新書ヴィジュアル版 2006
- 『ヒトはなぜ病気になるのか』ウェッジ 2007
- 『動物の生存戦略―行動から探る生き物の不思議』左右社、2009年　ISBN 4-903500-11-X
- 『進化の大研究 恐竜は鳥に近い! 生物のひみつを探ろう』PHP研究所 2009
- 『私が進化生物学者になった理由』（岩波現代文庫、2021年）
- 『ヒトの原点を考える』ー進化生物学者の現代社会論100話ー（東京大学出版会、2023年）
- 『美しく残酷なヒトの本性 : 遺伝子、言語、自意識の謎に迫る』(PHP新書、2025年)

### 共編著
- 『男学女学』養老孟司 読売新聞社 1995  『男の見方 女の見方』PHP文庫
- 『シリーズ 性を問う』全5巻  大庭健･山崎勉･鐘ケ江晴彦･山崎カヲル共編、専修大学出版局、1997･1998
- 『現代によみがえるダーウィン ダーウィン著作集 別巻 1』三中信宏,矢原徹一共著 文一総合出版 1999
- 長谷川寿一共著『進化と人間行動』（東京大学出版会、2001年）、長谷川寿一･大槻久共著『進化と人間行動　第２版』（東京大学出版会、2022年）
- 『ヒト、この不思議な生き物はどこから来たのか』編著 ウェッジ 2002
- 『男と女、二つの"性"がある理由』奥本大三郎共著 扶桑社 2006
- 『生態と環境』松本忠夫共編 培風館 2007
- 『ヒトの心はどこから生まれるのか 生物学からみる心の進化』編著 ウェッジ 2008.10
- 『貢献する心 ヒトはなぜ助け合うのか』（2012年、工作舎） - 共著：上田紀行、瀬名秀明、大武美保子、谷川多佳子、大橋力
- 『ヒトは病気とともに進化した』 (シリーズ認知と文化)太田博樹共編著. 勁草書房 2013
- 『21世紀の宗教研究 : 脳科学・進化生物学と宗教学の接点』井上順孝編, マイケル・ヴィツェル,芦名定道共著 平凡社 2014
- 『科学は未来をひらく（中学生からの大学講義）』村上陽一郎,中村桂子,佐藤勝彦,高薮縁,西成活裕,藤田紘一郎,福岡伸一共著 ちくまプリマー新書  2015
- 『思春期学 』長谷川寿一監修, 笠井清登,藤井直敬,福田正人共編 東京大学出版会 2015
- 『生き物のふえかた大研究 命をつないでいくしくみと知恵』(楽しい調べ学習シリーズ) 監修. PHP研究所 2015
- 『きずなと思いやりが日本をダメにする 最新進化学が解き明かす「心と社会」』山岸俊男共著 集英社インターナショナル 2016

### 翻訳
- ジャレド・ダイアモンド『人間はどこまでチンパンジーか? 人類進化の栄光と翳り』長谷川寿一共訳 新曜社 1993
- ヘレナ・クローニン『性選択と利他行動―クジャクとアリの進化論』（工作舎、1994年）
- マット・リドレー『赤の女王―性とヒトの進化』（翔泳社、1995年）のちハヤカワ文庫
- ジョージ・ウィリアムズ『生物はなぜ進化するのか』草思社 1998
- マーティン・デイリー,マーゴ・ウィルソン『人が人を殺すとき 進化でその謎をとく』長谷川寿一共訳 新思索社 1999
- チャールズ・ダーウィン『人間の進化と性淘汰 1・2』（文一総合出版、1999-2000）
  - 『人間の由来』 講談社学術文庫（上・下）、2016
- 『虫を愛し、虫に愛された人 理論生物学者ウィリアム・ハミルトン人と思索』文一総合出版 2000
- ランドルフ・M. ネシー、ジョージ・C.ウィリアムズ 長谷川寿一,青木千里共訳『病気はなぜ、あるのか―進化医学による新しい理解』（新曜社、2001年）
- ビクター・S.ジョンストン『人はなぜ感じるのか?』日経BP社 2001
- ジェフリー・F.ミラー『恋人選びの心―性淘汰と人間性の進化』（岩波書店、2002年）
- ジョン・オルコック『社会生物学の勝利 批判者たちはどこで誤ったか』新曜社 2004
- ファン・カルロス・ゴメス『霊長類のこころ 適応戦略としての認知発達と進化』新曜社 2005
- ジャネット・ブラウン『ダーウィンの『種の起源』』ポプラ社 2007
- フェリペ・フェルナンデス=アルメスト『人間の境界はどこにあるのだろう?』岩波書店 2008
- スタニスラス・ドゥアンヌ『数覚とは何か? 心が数を創り、操る仕組み』小林哲生共訳 早川書房 2010
- カール・ジンマー『進化 生命のたどる道』日本語版監修. 岩波書店 2012
- ナイルズ・エルドリッジ『ダーウィンと現代 「生命の樹」の発見』長谷川寿一, 相馬雅代共訳 麗澤大学出版会 2012
- ジョン・ブロックマン編『知のトップランナー149人の美しいセオリー』青土社 2014